# James Iha
James Yoshinobu Iha, nascido em 26 de março de 1968 em Chicago, Illinois, é um guitarrista norte-americano, descendente de japoneses, mais conhecido pelo seu trabalho na banda de rock alternativo The Smashing Pumpkins, e mais recentemente em A Perfect Circle.
Em 2009 James entra na banda Tinted Windows, juntamente com o vocalista Jordan Taylor Hanson da banda Hanson, o baixista Adam Schlesinger do Fountains of Wayne, e o baterista Bun E. Carlos do Cheap Trick.

## Início da vida e fundo
Iha nasceu em Chicago, Illinois. Ele freqüentou a Elk Grove High School em Elk Grove Village, Illinois], que ele descreveu como "um subúrbio de Chicago de classe média".
Um dos membros fundadores do The Smashing Pumpkins, Iha permaneceu na banda de sua formação em 1987 até 2000, quando saiu da banda e entrou para o A Perfect Cicle, porem, James retornou ao Smashing Pumpkins em 2017, permanece na banda desde então junto ao Billy e Jimmy.

## Discografia
Álbuns solo
- 1998 – Let it Come Down
- 2012 – Look to the Sky

Com Smashing Pumpkins
- 1991 – Gish
- 1991 – Lull
- 1993 – Siamese Dream
- 1994 – Pisces Iscariot
- 1994 – Earphoria
- 1995 – Mellon Collie and the Infinite Sadness
- 1996 – The Aeroplane Flies High
- 1998 – Adore
- 2000 – Machina/The Machines of God
- 2000 – Machina II/The Friends & Enemies of Modern Music
- 2001 – Rotten Apples
- 2005 – Rarities and B-Sides
- 2018 – Shiny and Oh So Bright, Vol. 1 / LP: No Past. No Future. No Sun.
- 2020 – Cyr
- 2023 – ATUM
- 2024 – Aghori Mhori Mei

Com A Perfect Circle
- 2004 – eMOTIVe (recurso apenas em "People Are People")
- 2004 – aMotion
- 2013 – Three Sixty

Com Whiskeytown
- 2001 – Pneumonia

Com Vanessa and the O's
- 2003 – La Ballade d'O

Com Tinted Windows
- 2009 – Tinted Windows

Trilha sonora
- 2005 – Because of Winn-Dixie soundtrack (com Adam Schlesinger na faixa 5)
- 2005 – Linda Linda Linda soundtrack (filme de Nobuhiro Yamashita)
- 2009 – Kakera: A Piece of Our Life (filme de Momoko Andô)

Outras participações
- 1997 – Apartment Life (com Ivy)
- 2001 – Long Distance (com Ivy)
- 2001 – Madrigal (com Chara)
- 2003 – Welcome Interstate Managers (com Fountains of Wayne)
- 2003 – Wonderfully Nothing (com Brookville)
- 2004 – Auf der Maur (com Melissa Auf der Maur)
- 2005 – In the Clear (com Ivy)
- 2006 – Milkwhite Sheets (com Isobel Campbell)
- 2007 – Traffic and Weather (com Fountains of Wayne)
- 2009 – Colonia (com A Camp)
- 2010 – Hawk (com Isobel Campbell and Mark Lanegan)
- 2015 – "Blaster" (com Scott Weiland and the Wildabouts) em "Blue Eyes"
- 2017 – Ogilala (Billy Corgan) em "Proccessional"